# Дозвола за убијање
Дозвола за убијање (енгл. Licence to Kill) је шпијунски филм из 1989. године и шеснаести у серијалу Џејмс Бонд британског продуцента Eon Productions-а, као и други (и последњи) у ком глуми Тимоти Далтон у улози измишљеног агента MI6-а, Џејмса Бонда. Његова прича приказује како је Бонд суспендован из MI6-а док јури наркобоса Франца Санчеза, који је наредио напад на Бондовог пријатеља из Ције, Феликса Лајтера, и убиство Феликсове жене након њиховог венчања.
Дозвола за убијање први је филм у серији који не користи наслов приче Ијана Глеминга. Иако је њен заплет у великој мери оригиналан, он садржи елементе Флеминговог романа Живи и пусти друге да умру и приповетке „Хилдебрандова реткост”, проткану саботажном премисом на коју је утицао филм Телесна стража Акире Куросаве. Био је пети узастопни и финални филм о Бонду који је режирао Џон Глен, као и последњи у којем се појављују глумци Роберт Браун као М и Керолајн Блис као гђица Манипени, и финални филм о Бонду који користи услуге сценаристе Ричарда Мејбаума, насловни дизајнер Мориса Биндера и продуцента Алберта Броколија (финални филм као продуцент током свог живота); Мејбаум и Биндер умрли су 1991, а Броколи 1996. године. Првобитно насловљен Дозвола опозвана у складу са заплетом, назив је промењен током постпродукције због америчке тестне публике која је тај израз повезивала са вожњом.
Буџетски фактори довели су до тога да је Дозвола за убијање постане први филм о Бонду који је снимљен у потпуности изван Уједињеног Краљевства: снимање на локацији у Мексику и САД-у, док су ентеријери снимљени у Estudios Churubusco-у уместо у Pinewood Studios-у. Филм је зарадио преко 156 милиона долара широм света и уживао је у генерално позитивном пријему критичара, са доста похвала за вратоломије, али је привукао критике због знатно тамнијег тона од својих претходника, што је пренело Далтоново тумачење лика.

## Радња
Агенти Управе за сузбијање наркотика прикупљају агента MI6, Џејмса Бонда и његовог пријатеља, агента Ције, Феликса Лајтера, на путу за Лајтерово венчање у Ки Весту, како би им помогли у хватању наркобоса Франца Санчеза. Бонд и Лајтер заробљавају Санчеза причвршћивањем куке и ужета за Санчезов авион и извлачењем из ваздуха хеликоптером обалске страже. Након тога, Бонд и Лајтер падају падобраном до цркве на време за церемонију.
Санчез подмићује агента за наркотике, Еда Килифера, и бежи. У међувремену, Санчезов послушник, Дарио, и његова посада заседају Лајтера и његову супругу Делу и одводе Лајтера у акваријум у власништву једног од Санчезових саучесника, Милтона Креста. Санчез је спустио Лајтера у резервоар са тигар ајкулом. Кад Бонд сазна да је Санчез побегао, враћа се у Лајтерову кућу где види да је Лајтер осакаћен и да је Дела убијена—а тиме и силована. Бонд, са Лајтеровим пријатељем, Шаркијем, започиње сопствену истрагу. Откривају поморски истраживачки центар који води Крест, где је Санчез сакрио кокаин и подморницу за кријумчарење.
Након што Бонд убије Килифера користећи исти резервоар за ајкулу који се користио за Лајтера, М се састаје са Бондом у Хемингвејевој кући у Ки Весту и наређује му задатак у Истанбулу. Бонд даје оставку након што је одбио задатак, али М суспендује Бонда и одузима му дозволу за убијање. Бонд постаје лопов-агент, иако касније добија неовлашћену помоћ од Кјуа.
Бонд се укрцава на Крестов брод Wavekrest и спречава Санчезову најновију пошиљку дроге, при чему је украо пет милиона долара. Он открива да су Шаркија убили Санчезови послушници. Бонд се састаје и удружује са Пам Бувије, пилотом и доушником Управе за наркотике, у бару Бимини, и са њом путује у Републику Истмус. Он тражи запослење Санчеза представљајући се као убица за новац. Два официра Хонгконгшког бироа за наркотике спречавају Бондов покушај атентата на Санчеза и одводе га у напуштено складиште. Придружује им се Фалон, агент MI6 којег је М послао да ухвати Бонда. Санчезови људи га спашавају и убијају официре, верујући да су то убице. Касније је, уз помоћ Бувијеове, Кјуа и Санчезове девојке Лупе Ламоре, Бонд окривио Креста подметањем 5 милиона долара у Wavekrest. Санчез затвара Креста у комору за декомпресију и пресеца кабл кисеоника, узрокујући да се Крест експлозивно декомпресује до смрти. Бонд је затим примљен у унутрашњи круг.
Санчез одводи Бонда у своју базу, која је прерушена у седиште верског култа. Бонд сазнаје да Санчезови научници могу растворити кокаин у бензину и затим га продати прерушеног у гориво азијским дилерима дроге. Телеванђиста Џо Бучер служи као посредник, радећи под Санчезовим пословним менаџером Труман-Лоџом, који користи Бучерове ТВ емисије за комуникацију са Санчезовим корисницима у Сједињеним Државама. Током Санчезовог представљања потенцијалним азијским купцима, Дарио препознаје Бонда и издаје га Санчезу. Бонд запали ватру у лабораторији, али је поново ухваћен и стављен на покретну траку која испушта кокаин од цигле у огромну дробилицу. Бувије долази и пуца у Дарија, дозвољавајући Бонду да повуче Дарија у дробилицу, убивши га.
Санчез бежи док му ватра прождире базу, узимајући са собом четири цистерне пуне мешавине кокаина и бензина. Бонд их јури авионом, са Бувијеовом за контролом. Током јурњаве пустињом испуњене вратоломијама, Бонд уништава три танкера и убија неколико Санчезових људи. Санчез напада Бонда мачетом на задњем преосталом танкеру, који се срушио низ падину. Санчез натопљен бензином покушава да убије Бонда својом мачетом. Бонд тада открива свој упаљач за цигарете—поклон Лејтерових што је био кум на њиховом венчању—и запали Санчеза. Санчез се спотакнуо у разбијену цистерну, изазвавши велику експлозију. Бувије стиже убрзо након тога и преузима Бонда.
Касније се у Санчезовој бившој резиденцији одржава журка. Бонд прима позив од Лајтера који му говори да му је М честитао на труду и нуди му посао назад. Он затим одбацује Лупеине напоре и уместо тога љуби се са Бувијеовом.

## Улоге
| Глумац           | Улога          |
| ---------------- | -------------- |
| Тимоти Далтон    | Џејмс Бонд     |
| Кери Лоуел       | Пам Бувије     |
| Роберт Дави      | Франц Санчез   |
| Талиса Сото      | Лупе Ламора    |
| Ентони Зербе     | Милтон Крест   |
| Еверет Макгил    | Ед Килифер     |
| Френк Макреј     | Шарки          |
| Дезмонд Левелин  | Кју            |
| Роберт Браун     | М              |
| Керолајн Блис    | Манипени       |
| Ентони Штарке    | Труман-Лоџ     |
| Гранд Буш        | агент Хокинс   |
| Дон Страуд       | пуковник Хелер |
| Бенисио дел Торо | Дарио          |